# Kanton Gemünden
Der Kanton Gemünden war eine Verwaltungseinheit im Distrikt Marburg des Departement der Werra im napoleonischen Königreich Westphalen. Sitz der Kantonalverwaltung war die Stadt Gemünden im heutigen Landkreis Waldeck-Frankenberg.
Der Kanton umfasste 19 Dörfer und Weiler und eine Stadt, hatte 4.588 Einwohner und eine Fläche von 2,98 Quadratmeilen.
Zum Kanton gehörten die Kommunen:

- Stadt Gemünden
- Altenhaina mit Kirschgarten
- Battenhausen mit Haddenberg
- Bockendorf
- Dodenhausen
- Ellnrode
- Fischbach
- Grüsen
- Haina
- Halgehausen
- Heimbach
- Herbelhausen
- Hüttenrode
- Löhlbach
- Mohnhausen
- Römershausen
- Schiffelbach
- Sehlen